# Religija u Crnoj Gori
Religija u Crnoj Gori zastupljena je s nekoliko vjerskih zajednica.

## Povijest
Crna Gora je tradicijski kršćanska zemlja. 
U starom vijeku ovdje su živjela ilirska plemena, a na jugu i grčkim kolonijama se osjećao utjecaj starogrčke vjere. Dolaskom Rimljana širi se rimska vjera. Crna Gora je jedno od mjesta gdje se kršćanstvo prvo proširilo. Do velike podjele kršćanstva, Crna Gora je pripadala zapadnom kršćanskom krugu, zbog čega je imala na malom prostoru mnogo biskupija. Razloge možemo tražiti i u činjenici što je crta podjele Rimskog Carstva na Zapadno i Istočno prošla kroz crnogorske krajeve koji su velikim dijelom ostali zapadno od te crte. Pravoslavlje se širi bizantskim, bugarskim i osobito raškim odnosno srpskim osvajanjima. Od tad opada broj rimokatolika u crnogorskom zaleđu. 
Do 1420-ih službena državna religija u Duklji je katoličanstvo.
Dolazak crnogorskih krajeva pod osmansku vlast za posljedicu je imalo širenja islama koje nije postalo većinsko, osim na krajnjem sjeveru te nešto što se primilo na istoku. 
Prema opisu skadarskog sandžakata 1614. godine, Drekalovići (Novokuči), pleme Kuči su jos uvijek bili katolici, dok su Vasojevići, Bjelopavlići, Piperi, Bratonožići i Rovčani već pravoslavci.
Posljedica osmanske vlasti je potpadanje crnogorskih krajeva pod vlast Srpske pravoslavne Crkve, zbog jakih veza srpskih patrijarha na osmanskom dvoru i sustava milleta. Sultanovim beratom 1766. ukinuta je Pećka patrijaršija i njeni teritoriji podređeni su Carigradskoj patrijaršiji, ali ne i crnogorski. Rimokatoličanstvo je ostalo snažno u priobalnim gradovima, uglavnom onima pod mletačkom vlašću. Rimokatoličanstvo se zadržalo i kod nekih albanskih i crnogorskih plemena u Crnoj Gori. Osamostaljenjem Crne Gore u 19. st. crnogorsko pravoslavlje postupno izlazi iz obruča Srpske pravoslavne Crkve i formira se Crnogorska pravoslavna Crkva. 
Vodila se bitka za utjecaj u CPC između srpske i ruske pravoslavne Crkve tijekom 19. stoljeća. Prema kraju 19. stoljeća dolazi do većeg doseljavanja pravoslavaca u neka primorska katolička mjesta. 
19. stoljeće u Crnoj Gori doživjelo je jedan neobičan projekt. Izvjesni pustolov Nikola Vasojević pokušao je osnovati između Crne Gore i Kneževine Srbije posebnu državicu, katoličku kneževinu Holmiju odnosno Knjaževinu Vasojević kojoj bi on bio knezom (knjazom). Izazvao je diplomatsku buru na Balkanu i među velikim europskim silama. Projektom bi se stvorilo središte propagande katoličanstva protiv Rusije koja se imanentno širila na račun Osmanskog Carstva i rastao je utjecaj na Balkanu, što je valjalo opstruirati. Holmija bi ujedno bila brana ujedinjenju Crne Gore i Srbije, osobito nakon što se ocijenilo da knez Miloš ozbiljno razmišlja o tome. Osmansko Carstvo je prosvjedovalo kod Vatikana, prosvjed je poduprijela Engleska koja nije željela komplikacije, u Rimu su Vasojevića smatrali turskim, u Ateni ruskim pa engleskim agentom, Vatikan ga je smatrao varalicom i cijeli projekt sumnjivim, tek je nešto poljska vlada u izbjeglištvu ozbiljnije shvatila. Pravoslavni su krugovi vidjeli veliki problem zbog unijaćenja.
U Balkanskim ratovima pod Crnu Goru dolazi mnogo krajeva s muslimanima. Pretkraj Prvog svjetskog rata, neviđenom dotad izdajom ratnog saveznika u prvom svjetskom ratu Crna Gora pada pod srpsku okupaciju. Uslijedio je progon pristaša crnogorstva. Regent Aleksandar Karađorđević dekretom ukinuo je autokefalnu Crnogorsku pravoslavnu Crkvu i osnovao Srpsku pravoslavnu Crkvu u Crnoj Gori, crnogorsko svećenstvo je degradirano i dovedeno na "prosjački štap", dok samo ime Crne Gore obrisano je i više u Kraljevini SHS nije postojali ni kao zemljopisni pojam. Dolazi do drastičnog smanjenja udjela rimokatolika u Boki kotorskoj, koje se nastavilo i u komunističkoj Jugoslaviji. Posljedica komunističke vlasti nad Crnom Gorom bio je rast ateizacije društva. Uvlačenje Crne Gore u velikosrpski projekt 1980-ih pogodilo je tamošnje katolike kojima se pojačalo iseljavanje. Osamostaljenjem Crne Gore znatno su se poboljšala vjerska prava vjerskih manjina, među ostalim i zbog jednoglasne potpore crnogorskoj neovisnosti, a Crnogorska pravoslavna Crkva stekla je uvjete za povratak u život nakon nezakonita gašenja i povratak sve svoje imovine.
Židovska je zajednica u Crnoj Gori mala, svega 350 pripadnika. 4. studenoga 2013. otvorena je prva sinagoga u Podgorici, 8. studenoga 2013. u Budvi održana je Konferencija židovskih zajednica Balkana, a istog mjeseca u Podgorici otvoren je Ured Židovskog nacionalnog fonda za Balkan. 25. travnja 2013. zbio se kuriozitet. Vlasti su registrirale nekakvu "Crnogorsku katoličku crkvu". Kancelar Kotorske biskupije don Pavao Medač nazvao je taj čin ismijavanjem imena Rimokatoličke Crkve, a osnivača te "crkve" Ivana Zankovića pozvao neka se pokaje.
Danas je Crna Gora većinom pravoslavna zemlja. Pravoslavci su Crnogorci i Srbi, rimokatolici su Hrvati i Albanci, muslimani su Albanci, Bošnjaci, u manjem broju Crnogorci te osobe izjašnjene kao Muslimani. Pravoslavci žive u gotovo cijeloj Crnoj Gori. Rimokatolici su u priobalju, na srednjem istoku, zaleđu južnog priobalja (obale Skadarskog jezera), muslimani na jugu, istoku, sjeveroistoku i sjeveru.
Ostale priznate vjerske zajednice u Crnoj Gori su među ostalim kršćanski adventisti, budisti, protestanti, mormoni i Jehovini svjedoci.

## Vjerska struktura
Procjene koje navodi CIA iz 2011. govore o sljedećem vjerskom sastavu:
- pravoslavni 72,1% (Crnogorska pravoslavna Crkva, Srpska pravoslavna Crkva)
- muslimani 19,1% (suniti)
- katolici 3,4% (uglavnom rimokatolici)
- ateisti 1,2%
- ostali 1,5%
- nespecificirano 2,6%

## Galerija
- Granice Zapadnog i Istočnog Rimskog Carstva poslije smrti Teodozija I., 395. godine.
- Granice Zapadnog i Istočnog Rimskog Carstva za vladanja Majorijana i Lea I.. Majorijan je vladao zapadnom polovicom od 457. do 461., a Leo istočnom od 457. do 474.
- Rimsko Carstvo cara Majorijana 457.-461.
- Širenje kršćanstva u Europi i na Sredozemlju.
- Europa u doba velike podjele 1054. godine.
- Religija u Europi, na Sredozemlju i na Bliskom Istoku 1100.
- Religije u Europi 1560.